# Armenelos
En el universo ficticio de la Tierra Media ideado por J. R. R. Tolkien, Armenelos era una ciudad humana, capital del reino de Númenor y una de las más grandes del país. En adunaico, se llamaba Arminalêth. Era la ciudad más bella construida por la raza de los Hombres. Durante su apogeo superó los quinientos mil habitantes.
La palabra élfica Armenelos es traducida como «ciudad de los reyes», aunque literalmente debería ser «ciudad sagrada de los reyes» por estar formada por: ar («rey» o «reyes»), menel («sagrado», «divino»), y os («fortaleza», «ciudad»).
La ciudad estaba situada en el centro-este del país, en un estado llamado Arandor («tierra de reyes»), cerca de Meneltarma y del puerto de Rómenna. Fue fundada entre la Primera y la Segunda Edad del Sol, cuando los Edain llegaron por primera vez a la isla de Númenor. Probablemente Arandor fue el primer distrito fundado luego de llegar a la isla, cerca de una bahía en donde luego emplazaron el puerto de Rómenna.
En Armenelos estaba el palacio real, construido con la ayuda de los maiar. Al finalizarse, conjuntamente con la coronación de Elros en el año 32 S. E., se marcó el comienzo del reinado de Númenor. Elros construyó una gran torre en la ciudadela de la capital, donde también fue plantado el árbol blanco Nimloth. Durante el reinado de Ar-Pharazôn, Nimloth fue cortado (aunque anteriormente Isildur robó uno de sus frutos para salvar la descendencia del Árbol Blanco), y un gran templo a Morgoth fue construido en su lugar debido a la influencia de Sauron. El templo circular, que opacaba a la torre de Elros, es descrito en El Silmarillion como un gran edificio de 150 metros de altura y 150 metros de diámetro, y sobre el mismo había una bóveda plateada. La bóveda tenía un orificio por donde manaba el humo procedente de su interior, ya que diferentes ritos y sacrificios se practicaban en honor a Morgoth, lo que terminó manchando y ennegreciéndola poco después de su construcción.
Al igual que el resto del país, Armenelos fue destruida tras la Caída de Númenor. Sauron, prisionero en Númenor, subió a lo alto del templo en el momento de su destrucción, pero resultó muerto tras el hundimiento de Númenor, aunque su espíritu logró perdurar y se ocultó en Mordor.